# Luigi Comencini
Luigi Comencini (Salò, 1916. június 8. – Róma, 2007. április 6.) olasz filmrendező, filmkritikus, forgatókönyvíró.

## Életpályája
Édesapja mérnök volt, így gyermekkorát Párizsban töltötte. Párizsban beleszeretett a moziba. Franciaországban építészetet tanult. 1938-ban Corrente című lapot indított Alberto Lattuadával, Mario Ferrarival, és annak kritikusa lett. Alberto Lattuadával és Mario Ferrarival létrehozta a Cineceta Italiana-t, az olasz filmarchívumot, és ennek évekig elnöke volt. 1945-től a milánói Avanti című napilap és a Tempo folyóirat filmkritikusa volt. Forgatókönyvíróként is dolgozott. 1946-tól rövidfilmeket, 1948-tól pedig játékfilmeket rendezett. 1981-ben a Velencei Nemzetközi Filmfesztivál zsűritagja volt.

## Munkássága
Első sikeres filme 1949-re nyúlik vissza, melyet a Capri császára-val ért el. A világszerte nagy sikert aratott Kenyér, szerelem-sorozat (1953-1954) általa rendezett két darabjában a neorealizmus felszínes követőjének mutatkozott. Az egyszerű emberek világát ábrázolta, de inkább divatból, minden szociális tendencia nélkül. Legkiemelkedőbb filmje a Moszkvai Nemzetközi Filmfesztiválon kitüntetett Mindenki haza! (1960). Ez a tragikomikus történet a Badoglio-puccot követő időszakban játszódik, és egy a katonáskodásba belecsömörlött, az eseményekkel szemben passzívvá váló, utóbb magára eszmélő s a fegyvert immár tudatosan megragadó olasz katonatiszt kalandjait mesélte el. Társadalomkritikája az évek során mindinkább elmélyült.

## Magánélete
Felesége Giulia Grifeo volt. Négy gyermekük született: Cristina Comencini (1956), olasz forgatókönyvíró, rendező; Francesca Comencini (1961), olasz filmrendező, forgatókönyvíró; Paola Comencini és Eleonora Comencini.

## Filmjei

### Filmrendezőként
- Gyerekek a városban (Bambini in città) (1946) (forgatókönyvíró is)
- Tilos lopni! (Proibito rubare) (1948) (forgatókönyvíró is)
- Capri császára (L'imperatore di Capri) (1949) (forgatókönyvíró is)
- A bűn kórháza (L'ospedale del delitto) (1950)
- Zárt zsalugáterek (Persiane chiuse) (1951)
- Heidi (1952)
- Kenyér, szerelem, fantázia (1953) (forgatókönyvíró is)
- Álmai poggyásza (La valigia dei sogni) (1953) (forgatókönyvíró is)
- Kenyér, szerelem, féltékenység (1954) (forgatókönyvíró is)
- A római lány (1955) (forgatókönyvíró is)
- Ablak a vidámparkra (La finestra sul Luna Park) (1957) (forgatókönyvíró is)
- Férjek a városban (Mariti in città) (1957) (forgatókönyvíró is)
- Veszélyes feleségek (Mogli pericolose) (1958) (forgatókönyvíró is)
- A szerelem meglepetései (Le sorprese dell'amore) (1959) (forgatókönyvíró is)
- …és azon a hétfő reggelen (Und das am Montagmorgen) (1959) (forgatókönyvíró is)
- Mindenki haza (1960) (forgatókönyvíró is)
- Tigrisen lovagolva (A cavallo della tigre) (1961) (forgatókönyvíró is)[1]
- A rendőrfelügyelő (1962)
- Bube szerelmese (1964) (forgatókönyvíró is)[2]
- Az én kis feleségem (1964) (forgatókönyvíró is)[3]
- Cicababák (1965)[4]
- Három szerelmes éjszaka (Tre notti d'amore) (1964)[5]
- A hazudós lány (La bugiarda) (1965) (forgatókönyvíró is)
- Don Camillo elvtárs (1965)
- A megnemértett – Apa és fia (Incompreso: Vita col figlio), 1966
- Ki a legjobb barátod? (1967)
- Olasz titkosszolgálat (Italian Secret Service) (1967) (forgatókönyvíró is)[6]
- Casanova ifjúkora (Infanzia, vocazione e prime esperienze di Giacomo Casanova, veneziano), 1969
- Pinokkió (1972) (forgatókönyvíró is)
- Kártyajáték olasz módra (1972)
- Szerelmi bűntény (1974) (forgatókönyvíró is)
- Istenem, milyen mélyre pottyantam (Mio Dio, come sono caduta in basso!) (1974) (forgatókönyvíró is)
- A vasárnapi nő (1975)
- Fura esetek (1976)
- A macska rejtélyes halála (1977)
- Forgalmi dugó (1979) (forgatókönyvíró is)
- Fordulj vissza, Eugenio! (Voltati Eugenio) (1980)
- A szív (1984) (forgatókönyvíró is)
- Történelem (1986) (forgatókönyvíró is)
- A calabriai fiú (1987) (forgatókönyvíró is)
- Bohémélet (La Bohème) (1988)
- Boldog karácsonyt... boldog új évet! (Buon Natale... Buon anno) (1989) (forgatókönyvíró is)
- Vigasztaló Marcelino (1991) (forgatókönyvíró is)

### Forgatókönyvíróként
- Daniele Cortis (1947)
- A Po malmai (Il mulino del Po) (1949)
- A város védekezik (La città si difende) (1951)

## Díjai
- Ezüst Szalag díj (1947) Gyerekek a városban
- Ezüst Medve díj (1954) Kenyér, szerelem, fantázia
- David di Donatello-díj (1967) Ki a legjobb barátod?
- Ezüst Szalag díj (1982) Cercasi Gesú (megosztva: Massimo Patrizi-vel)
- Golden Globe-díj a legjobb filmnek (1983) Cercasi Gesú